# Annenschule (St. Petersburg)
Die Annenschule (eigentlich St.-Annen-Schule) war eine ehemals der St.-Annen-Kirche zugehörige deutsche Schule in Sankt Petersburg, die 1736 gegründet wurde.

## Geschichte

### St. Petrikirche
Seit 1704 gab es in St. Petersburg auf Befehl Peters des Großen eine lutherische Kirche, damals noch innerhalb der Festung. Aufgrund von Sicherheitsvorkehrungen nach einer Pulverfassexplosion wurden alle nicht für die Festung benötigten Gebäude nach außerhalb gelegt. Die neue Kirche stand in der Russischen Vorstadt an der Newa.
Der aus Moskau zugezogene Johann Leonhard Schattner übernahm 1719 das Predigeramt.
Am 11. September 1720 wurde mit dem Bau der neuen hölzernen Kirche auf einem neu erworbenen Grundstück begonnen, die am 18. März 1722 unter dem Namen St. Petrikirche eingeweiht wurde.
1740 wurde ein Neubau auf steinernem Fundament begonnen, der nach der gerade verstorbenen Kaiserin Anna Iwanowa benannt wurde.

### Gründung der St. Annenschule
Schon 1726 gab es Pläne zum Bau einer koedukativen Schule, doch aufgrund von Mitgliederschwund in der St. Annengemeinde wurden diese zunächst aufgeschoben. Am 1. Juli 1734 richtete Schattner ein Schreiben an die Kirchenbeamten, in dem es hieß:

„Es ist aber […] nothwendig einmal eine ordentliche Schule anzulegen. Hierüber will ich nun meine unmassvorschreibliche Gedanken und Wohlmeinen entdecken:
1) verspreche ich einen tüchtigen Mann in mein Haus zu nehmen, welcher sowohl Knaben als Mägdlein im Lesen, Schreiben und Rechnen, auch was die prima principia der Lateinischen und Französischen Sprache behaget, ferner eine Anweisung der Geographie und Historie zeigen wird […“

So wurde 1735 mit dem Bau der Schule begonnen. Als Gründungsjahr ist 1736 anzusehen. Das erste öffentliche Schulexamen wurde 1741 abgehalten.
Im August 1742 musste aufgrund der angestiegenen Schülerzahl ein größeres Schulgebäude errichtet werden; deren Grundstein wurde am 18. Juli 1743 gelegt, Architekt war ein Herr Schumacher. Die feierliche Einweihung des Kirchenneubaus fand am 4. Dezember 1744 durch Pastor Carl Emanuel Richter (* 16. April 1706 in Dommitzsch; † 21. September 1756) statt.
Der erste für alle Fächer zuständige Schullehrer und Kantor war Pastor Richter bis zum 10. September 1752. Sein Nachfolger war der aus Quedlinburg stammende und bisher in Kronstadt tätige Bartholomäus Heinrich Struve, der aber 1761 entlassen wurde. Sein Nachfolger war ab dem 25. Februar 1762 Michael Friedrich Grosskreuz, der aber nach dem Tod des Pastors Johann  Andreas Ehrhardt (auch in der Schreibung Erhardt, * 1726 in Erfurt; † 7. März 1762) dessen Amtspflichten übernehmen musste und so den Schuldienst zu vernachlässigen gezwungen war. Ab dem 1. Dezember 1762 unterrichtete dann Christian August Tornow aus Archangel (* 1736). Unter ihm wurde die Schule bis 1780 als Lateinschule geführt, der Fokus lag nunmehr auf dem Religions- und auf dem Lateinunterricht. Darüber hinaus wurden unter seiner Leitung erstmals „Pensionäre“ aufgenommen, also Internatsschüler.
Beim am 6. Oktober 1763 stattfindenden Examen hatte die St. Annenschule 80 Schüler, die von sechs Lehrern unterrichtet wurden. Am 27. August 1765 wurde ein neues, zusätzliches Schulgebäude eingeweiht. Die Leitung der Schule übernahm Pastor Johann Bogislaus Lonsert, der 1766 bestimmte, dass es unter den Lehrern einen Rektor (Gehalt: 200 Rubel), einen Konrektor (Gehalt: 150 Rubel), einen Kantor (Gehalt: 100 Rubel) und einen Organisten (Gehalt 90 Rubel) geben sollte. Diese sollten von der Kirche bezahlt werden. In diesem Jahr wurden als ordentliche Lehrinhalte festgelegt: Religion, Latein, Geschichte, Geographie, Arithmetik, Geometrie, Schreiben. Fremdsprachen sowie Musik- und Kunstunterricht waren dem Privatunterricht überlassen, der aber ebenfalls in den Schulräumen stattfand. Das Schulgeld betrug 1 Rubel, für Grundschüler 50 Kopeken, für Privatschüler 2 Rubel monatlich. Für Kinder armer Eltern gab es 20 Freistellen an der Schule.
Unter Pastor Gallasius durften erstmals auch Kinder griechisch-orthodoxer Konfession die Schule besuchen.
Nach einigen Reformen nahm die St. Annenschule seit 1780 den Charakter einer Bürgerschule an, wozu auch die Errichtung dreier Mädchenklassen in drei Schuljahren gehörte. Zu dieser Zeit bestand die Schülerschaft aus 69 Schüler und 17 Schülerinnen. Schulleiter in dieser Zeit war Pastor Thomas Friedrich Theodor Rheinbott († 28. Mai 1813).
Am 18. Februar 1781 stiftete der Lederfabrikant Johann Gottfried Kästner (1725–1789) den steinernen Neubau der Schule, unter der Bedingung, dass zehn Waisenknaben in derselben kostenfrei unterrichtet werden sollten. Der Neubau kostete 16000 Rubel und der Bau wurde am 5. Dezember 1784 eingeweiht.
Ein erneuter Antrag auf Schulneubau wurde bereits 1793 gestellt; der Bau an der Kirotschnaja -Straße für 57000 Rubel wurde am 28. Oktober 1793 eingeweiht.
Die Zahl der Schülerinnen hatte sich inzwischen derart erhöht, das Mädchenklassen eingerichtet werden konnten. Im Jahre 1805 lebten bereits 25 männliche und 40 weibliche Internatsschüler auf dem Schulgrundstück. 1813 verstarb Rheinbott und Nachfolger als Direktor und Leiter des Waisenhauses wurde sein Sohn Friedrich Rheinbott. Dessen Bruder Thomas Rheinbott fungierte als Schulinspektor.
Die Schulfächer in dieser Zeit waren für Jungen: Religion, allgemeine Geschichte, Geographie, Naturgeschichte, Technologie, Kalligrafie, Arithmetik, Mathematik (in russischer Sprache), Deutsch, Russisch, Französisch, Englisch, Latein, Musik, Gesang, Zeichnen, Tanzen. Mädchen wurden in Religion, Russisch, Deutsch, Französisch, Englisch, Geographie, allgemeiner Geschichte, Naturgeschichte, Handarbeiten, Zeichnen, Singen, Tanzen und Musik unterrichtet.
Im Jahre 1830 waren 105 Jungen und 92 Mädchen Schüler der St. Annenschule.
1833 änderte sich das Profil von einer Bürgerschule zu einer Gelehrtenschule, zum Beispiel durch die Aufnahme von Physik in den Lehrplan gekennzeichnet. Direktor wurde in diesem Jahr Alexander Erichsen. Am 23. Oktober 1835 hatte beherbergte die Schule 235 Lernende. Seit Dezember 1839 gab es die vollständigen fünf Gymnasialklassen sowohl für Jungen als auch für Mädchen. 1841 wurde mit Herrn Arronet erstmals ein ehemaliger Schüler als Lehrer eingestellt; er unterrichtete Mathematik.

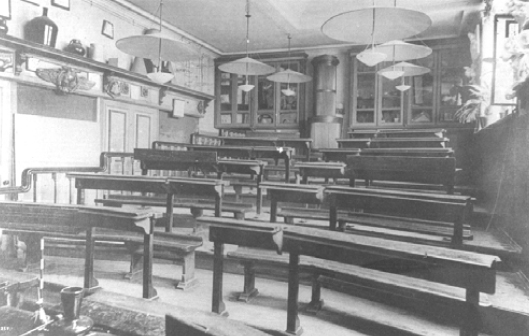
Der Zeichnenraum von 1896 (Foto von 1912)

Im Jahre 1846 wurden eine Bibliothek, 1847 ein physikalisches und naturhistorisches Kabinett und 1848 ein chemisches Kabinett eingerichtet. In den 1860er Jahren wurde der Unterricht in den alten Sprachen verstärkt, was sich auch in der Aufführung mehrerer klassischer Stücke wie Antigone und Elektra widerspiegelte.
1871 wurde der Lehrplan revidiert, darunter wurde den Schülerinnen als zukünftigen Gouvernanten auch eine „kurze Unterweisung in der Pädagogik“ zuteil.
Ein erneuter Schulneubau erfolgte nach Plänen des Architekten Alexius Thomas (?) Dutacq und wurde durch die Einweihung am 8. Juni 1867 gekrönt. Mit der Einführung der allgemeinen Wehrpflicht wurden die Schüler der oberen Klassen auch militärischen Übungen unterzogen, die jedoch schon 1882 wieder abgeschafft wurden.
Ostern 1884 wurden bereits 1153 Schüler an der Schule unterrichtet.

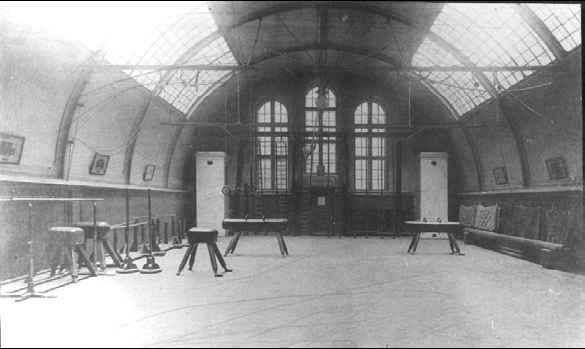
Die Turnhalle von 1889 (um 1900)

1889 sammelten die Alumni Geld für den Bau einer modernen Turnhalle, die dann 1893 eine Goldmedaille auf der Russischen Gesundheitsmesse gewann. Diese Halle wird noch bis heute genutzt.

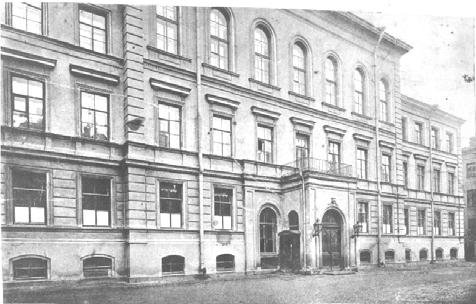
Das Gymnasium der Annenschule 1912

Da die Schule Anfang des 20. Jahrhunderts ein Gymnasium, eine Realschule, eine Grundschule und eine Waisenschule beherbergte, wurde ein erneuter Neubau nötig. Dieser erfolgte in den Jahren 1905–1906 auf der anderen Seite der St. Annenkirche.
Nach der Oktoberrevolution wurde die bis dahin unabhängige Schule dem staatlichen Bildungsministerium unterstellt. Der Unterricht in deutscher Sprache wurde zuerst reduziert und dann vollends eingestellt. 1934 wurde die Schule in die 32. und 11. Schule aufgeteilt. Seit 1975 ist sie das Physikalisch-Mathematische Lyzeum.

### Liste der Rektoren
| Name                      | Dienstzeit                               | Anmerkungen                                                         |
| ------------------------- | ---------------------------------------- | ------------------------------------------------------------------- |
| (Joh. Philipp Lütke(n))   | 1736                                     |                                                                     |
| Johann Leonhard Schattner | –1741                                    | * 1675 in Ansbach (Franken); † 3. Februar 1741                      |
| Adam Heinrich Adamy       | 14. Oktober 1766 bis 23. Oktober 1768    | * 17. Oktober 1744 in Großkrebs b. Marienwerder = Rakowiec          |
| Daniel Gallasius          | 1768                                     | * in Borchersdorf (Masuren), Studium in Königsberg (Ostpreußen)     |
| Johann Faustus            | ab 14. März 1770                         |                                                                     |
| Johann Georg Mölting      | ab 18. August 1775 bis 9. September 1779 | * in Kiel; † 9. September 1779                                      |
| Rückers                   | ab 1779                                  |                                                                     |
| Grumd                     | ab Juni 1780                             |                                                                     |
| Carl Gottlob Reim         | ab 1785                                  | aus Uhyst bei Bautzen                                               |
| Johann Gottfried Kästner  | 1784                                     | * 1725; † 1789                                                      |
| Friedrich Rheinbott       | 1813                                     |                                                                     |
| Alexander Erichsen        | 15. Februar 1833 bis 2. September 1845   | * September 1797; † 2. September 1845 an einem Schlaganfall         |
| Hermann Wiedemann         | 1845–1859                                |                                                                     |
| Emil Overlach             | 1859–1863                                | * 1823 in Helmstedt                                                 |
| Julius Kirchner           | 18. Mai 1863 bis 10. Juni 1884           | * 29. Dezember 1823 in Treplin; † 22. März 1907 in Naumburg (Saale) |
| Josef Koenig              | ab 17. August 1884                       | * 1845 in Schwarzwasser                                             |

## Weitere Lehrer der Schule
- Ferdinand Adolf Gelbcke
- Friedrich Gelbcke (auch Schüler der Schule)

## Bekannte Schüler
- Pjotr Lwowitsch Bark
- Joseph Brodsky
- Alexander Walerjewitsch Chalifman
- Aleksandrs Dauge
- Anna G. Dostojewskaja
- Peter Carl Fabergé
- Wilhelm Fenner
- Eleonore Kalkowska
- Viktor Kortschnoi
- Elisar von Kupffer
- Peter Lesgaft
- Nikolai Nikolajewitsch Miklucho-Maklai
- Wladimir Jakowlewitsch Propp
- Michail Wiktorowitsch Saizew
- Wassili Wassiljewitsch Struwe
- Guido Waldmann
- Tadeusz Stefan Zieliński